# Quốc ấn Brasil
Quốc ấn Brasil là một trong biểu tượng quốc gia của Brasil, được sử dụng trên một số tài liệu chính thức, chẳng hạn như bằng tốt nghiệp, giấy tờ lãnh sự và ngoại giao, mẫu đơn từ quân sự nghĩa vụ v.v. Tuy nhiên, hầu hết các tài liệu sử dụng Quốc huy Brasil.
Cùng với Quốc kỳ, Quốc ca và Quốc huy thì Quốc ấn Brasil được chính thức công nhận là biểu tượng quốc gia kể từ khi Cộng hoà Liên bang Brasil được thành lập; sự xuất hiện và thiết kế của nó được điều chỉnh bởi luật pháp nước này.